# Manuel Batshaw
Manuel Gilman Batshaw (très souvent appelé Manny Batshaw), né le 17 avril 1915 à Montréal et mort dans la même ville le 18 juillet 2016, est un travailleur social québécois.
Il a consacré plus de 50 ans au travail social dans diverses institutions d'aide aux familles, aux jeunes et aux personnes âgées.

## Biographie
Les parents de Manuel Batshaw, Tuvieh Batshaw et sa femme Golda (née Gelman), sont des juifs russes qui émigrent à Montréal en 1903. Il naît le 17 avril 1915, cadet de quatre enfants. La famille n'est pas riche ; la mère complète le salaire du père en utilisant comme épicerie une pièce de la maison.

### Premières armes
Manuel reçoit de son frère aîné Harry (en), comme présent de bar mitzvah, une carte de membre du YMHA (Young Men's Hebrew Association). Le jeune grimpe rapidement dans l'échelle des responsabilités et fait dans ce milieu ses premières expériences de travail social.
Dans les années 1930, l'université McGill avait un numerus clausus : les juifs devaient avoir une moyenne de 75% (c'était moins pour les non-juifs). Manuel Batshaw était brillant, mais n'avait pas cette moyenne. Il s'inscrit en 1934 à l'université Queen's en Ontario pour prouver sa valeur et complète finalement à McGill son B.A. en 1937. Il étudie alors à l'école de travail social de McGill tout en ayant un travail rémunéré. Après son diplôme, il travaille à l'institut Baron de Hirsch.
En 1940 Batshaw épouse Rachel Levitt, de neuf ans son aînée. Il se porte volontaire et devient simple soldat des Forces armées canadiennes ; on le charge de travail social. À la fin de la guerre, il est capitaine et responsable des services sociaux de l'armée pour le Québec.

### Rapport Batshaw
De 1947 à 1968, les Batshaw vivent à Philadelphie, Hamilton, Atlanta, Newark (New Jersey) et New York.
En 1968, il est nommé directeur des Services communautaires juifs de Montréal et le reste jusqu'en 1980 ; la contribution des mécènes quintuple durant cette période, qui voit, entre autres, la construction du centre Cummings (en) pour les séniors juifs. Il fait la promotion de l'intégration des juifs sépharades (francophones) à la communauté juive (en grande partie anglophone) et se bat pour la création de classes d'immersion pour l'apprentissage du français dans les écoles juives.
Une institution de La Prairie ayant fait l'objet d'accusations de maltraitance sur des enfants, Batshaw convainc le ministre Claude Forget de lui confier une mission d'enquête. Un rapport est produit en quatre jours et ses recommandations seront appliquées.
Visiblement impressionné, le ministre charge Batshaw de faire rapport sur l'ensemble des institutions québécoises pour jeunes. Le « rapport Batshaw » a onze volumes et forme la base de la loi sur la protection de la jeunesse du Québec.
En 1993, les institutions anglophones québécoises pour les enfants et les adolescents fusionnent ; le nouveau nom de cet organisme, qui reçoit tous ses fonds de l'État québécois, est Centres de la jeunesse et de la famille Batshaw (en).

### La retraite
Batshaw prend sa retraite en 1980, mais devient conseiller de Samuel Bronfman pour la philanthropie ; il prend une retraite définitive en 1998.
Il meurt à Montréal à l'âge de 101 ans.

## Compléments

### Honneurs
Les Centres de la jeunesse et de la famille Batshaw ont été nommés en son honneur. 
- 1984 – Médaille Bronfman pour service exemplaire à la communauté juive.
- 1995 – Chevalier de l'ordre national du Québec[6].
- 1998 – Doctorat honorifique en droit de l'université McGill.
- 2003 – Membre de l'ordre du Canada[7].
- 2015 – Célébration publique de son centième anniversaire.